# Friedrich Cropp (Historiker)
Friedrich August Cropp (* 20. Juni 1805 in Hamburg; † 19. März 1889 ebenda) war ein deutscher Kaufmann und Privatgelehrter.

## Leben und Wirken
Friedrich Cropp war ein Sohn von Friedrich August Cropp (1747–1814), der als Actuar beim Amtsgericht arbeitete, und dessen Ehefrau Rebecca Regina, geborene Bollmeyer (1767–1824). Er verbrachte den Großteil von Kindheit und Jugend von 1810 bis zur Konfirmation im April 1821 mit Unterbrechungen in der seinerzeit als ausgesprochen modern erachteten Schule von Johann Andreas Christoph Unbehagen. Für einige Zeit wohnte er als Pensionär gemeinsam mit dessen Söhnen und anderen Schülern aus Übersee in Unbehagens Haushalt. Nach dem Schulabschluss absolvierte er eine kaufmännische Ausbildung bei D.C. Kramer & Co. und blieb in Kontakt mit der Familie Unbehagen. Pensionäre aus Kuba, die er während der Zeit bei der Familie Unbehagen kennengelernt hatte, gaben ihm den Rat, nach Havanna zu emigrieren. Dort gründete er mit Rudolph Heinrich Ballauf aus Altenwerder ein Unternehmen.
1838 kam Cropp als wohlhabender Mann, der nicht mehr arbeiten musste, zurück nach Hamburg. Er reiste zunächst ausgiebig, insbesondere nach England und Italien. wo er sich mit der dortigen Kunst beschäftigte. Danach kaufte er Ländereien in Mecklenburg, die er wenig später wieder abstoß und konzentrierte sich danach auf die Erforschung der Geschichte Hamburgs.

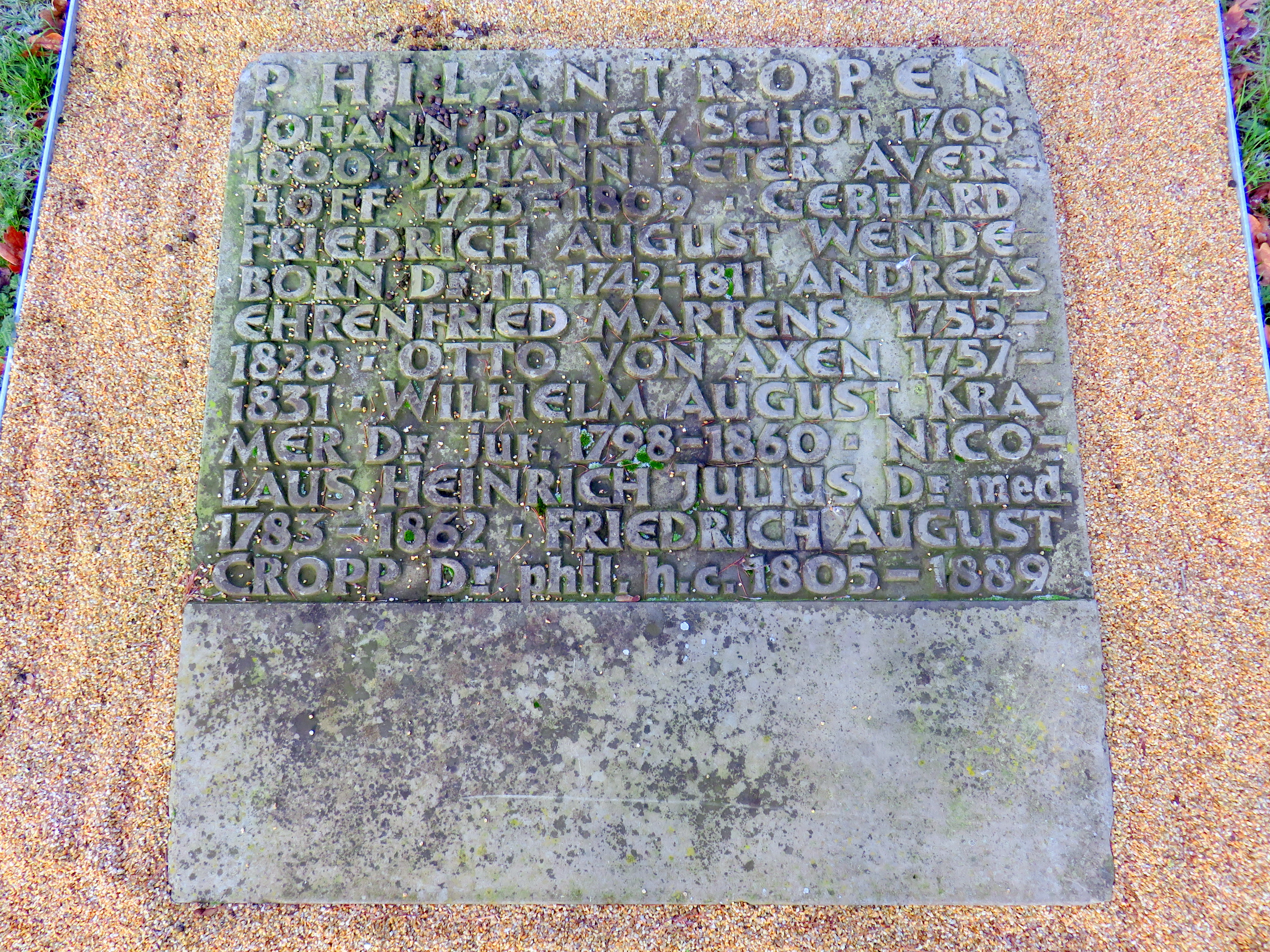
Friedrich August Cropp Dr. phil. h.c., Sammelgrab „Philantropen“, Friedhof Ohlsdorf

Kurz nach Gründung des Vereins für Hamburgische Geschichte trat er in den Verein ein und widmete sich der Genealogie und Literaturgeschichte. Dabei befasste er sich insbesondere mit schöngeistiger deutschsprachiger Literatur des 18. Jahrhunderts. Ohne ihn wäre das  Lexikon der hamburgischen Schriftsteller vermutlich nicht entstanden. Carl Rudolph Wilhelm Klose schrieb dazu im 1870 erschienenen Vorwort des siebten Bandes, dass „Herr Cropp mit seinem unermüdlichen Fleiß [...] manchem Artikel erst seine ganze Vollständigkeit gegeben“ habe.
Cropp verfasste von Literaturhistorikern seiner Zeit oft rezipierte Artikel zu Friedrich Gottlieb Klopstock. Außerdem hatte er entscheidenden Anteil daran, in Hamburg lebende Freunde Gotthold Ephraim Lessings zu benennen, die dieser nur mit ihren Anfangsbuchstaben notiert hatte. Cropp selbst schrieb wenig eigene Werke, die zumeist als kurze Texte in den „Mitteilungen des Vereins für Hamburgische Geschichte“ zu finden sind. Am 20. Juni 1875 erhielt er einen Ehrendoktortitel der Universität Kiel. Da er plötzlich starb, ernannte ihn der Verein für Hamburgische Geschichte erst nach seinem Tod zum Ehrenmitglied.
Auf dem Ohlsdorfer Friedhof wird auf der Sammelgrabplatte „Philantropen“ des Althamburgischen Gedächtnisfriedhofs unter anderem an Friedrich Cropp erinnert.

## Nachlass
Cropps persönlicher Nachlass ist heute im Staatsarchiv der Freien und Hansestadt Hamburg zu finden. Seine Schriften, die aus 39 Nummern in Kapseln, Bänden und Heften bestehen, sind Bestand der Hamburger Staatsbibliothek. Außerdem hatte er 54 Kisten mit Hamburgensien, die der Verein für Hamburgische Geschichte übernahm und die während des Zweiten Weltkriegs zerstört wurden.